# Асторія (готель, Дніпро)
Готель "Асторія" — пам'ятка історії та архітектури національного значення на проспекті Дмитра Яворницького у Дніпрі. Одна з найбільших та найвизначніших пам'яток міста, що за більш ніж сторічну історію жодного разу не змінювала своє початкове призначення. Таким чином, "Асторія" — найстаріший за часом функціонування готель Дніпра.

## Історія

"Асторія" у 1936 році.

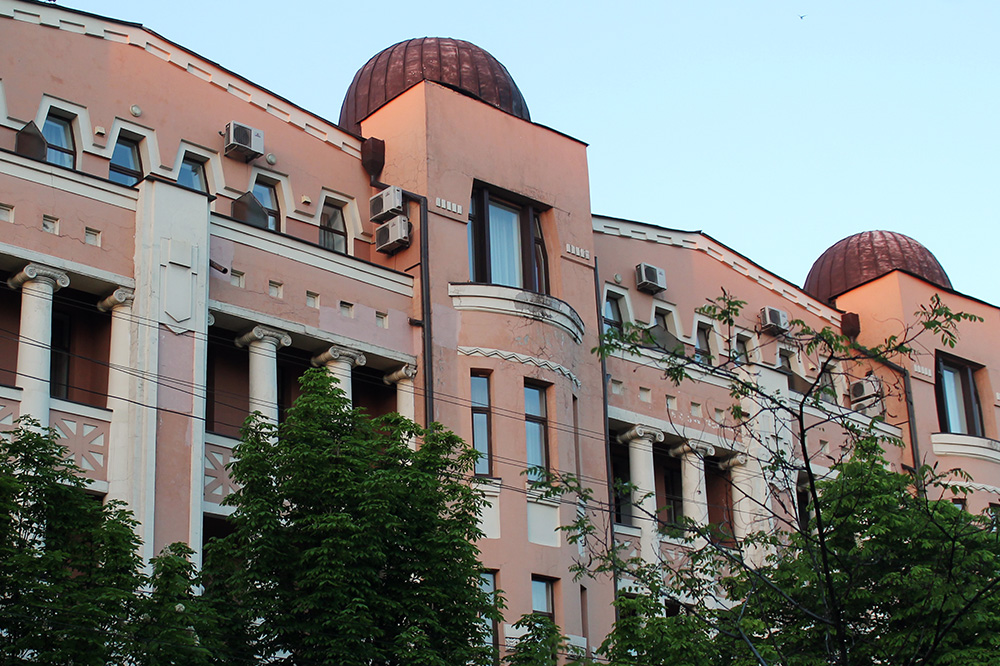
Фрагмент фасаду будівлі.

Відомо, що перший готель на місці сучасної "Асторії" працював ще з кінця XIX сторіччя. У 1902 готель "Слов'янський" замінили "Номери Сафонова", а згодом – готель "Континенталь". Зведення сучасного будинку готелю почалося у 1912 році за проєктом С. В. Віленського. Уже за рік, у 1913, "Асторія" прийняла перших відвідувачів. Велична будівля у стилі "класицистичного модерну" стала однією з наймасштабніших окрас Катерининського проспекту. 
У 1917, під час революції, готель став осередком запеклих боїв за місто. Звідси більшовики обстрілювали Головпоштамт, зайнятий гайдамаками Української народної республіки. Згодом будівля стала центральним штабом більшовиків у Катеринославі. Після зайняття міста німецькими військами готель відновив роботу. Зокрема, в цей час в "Асторії" зупинявся російський письменник Олексій Толстой. Пізніше атмосферу готелю в революційному Катеринославі він зобразить у романі "Ходіння по муках".
За час революції "Асторія" неодноразово переходила з рук у руки – окрім ставки червоноармійців, тут працювали штаби атамана Самокиша та "батька Махна". Штаб махновців у готелі описаний Валер'яном Підмогильним у новелі "Третя революція". Зрештою, саме з будівлі готелю було оголошено про встановлення радянської влади у місті.
У 1949 готель перейменовано на "Дніпро", проте вже наприкінці 1980-х закладу повернуто історичну назву. У 2000-х проведено капітальну реставрацію з відновленням первинного вигляду (зокремо повернуто характерні бані на даху будівлі).